# Koblenz-Niederberg

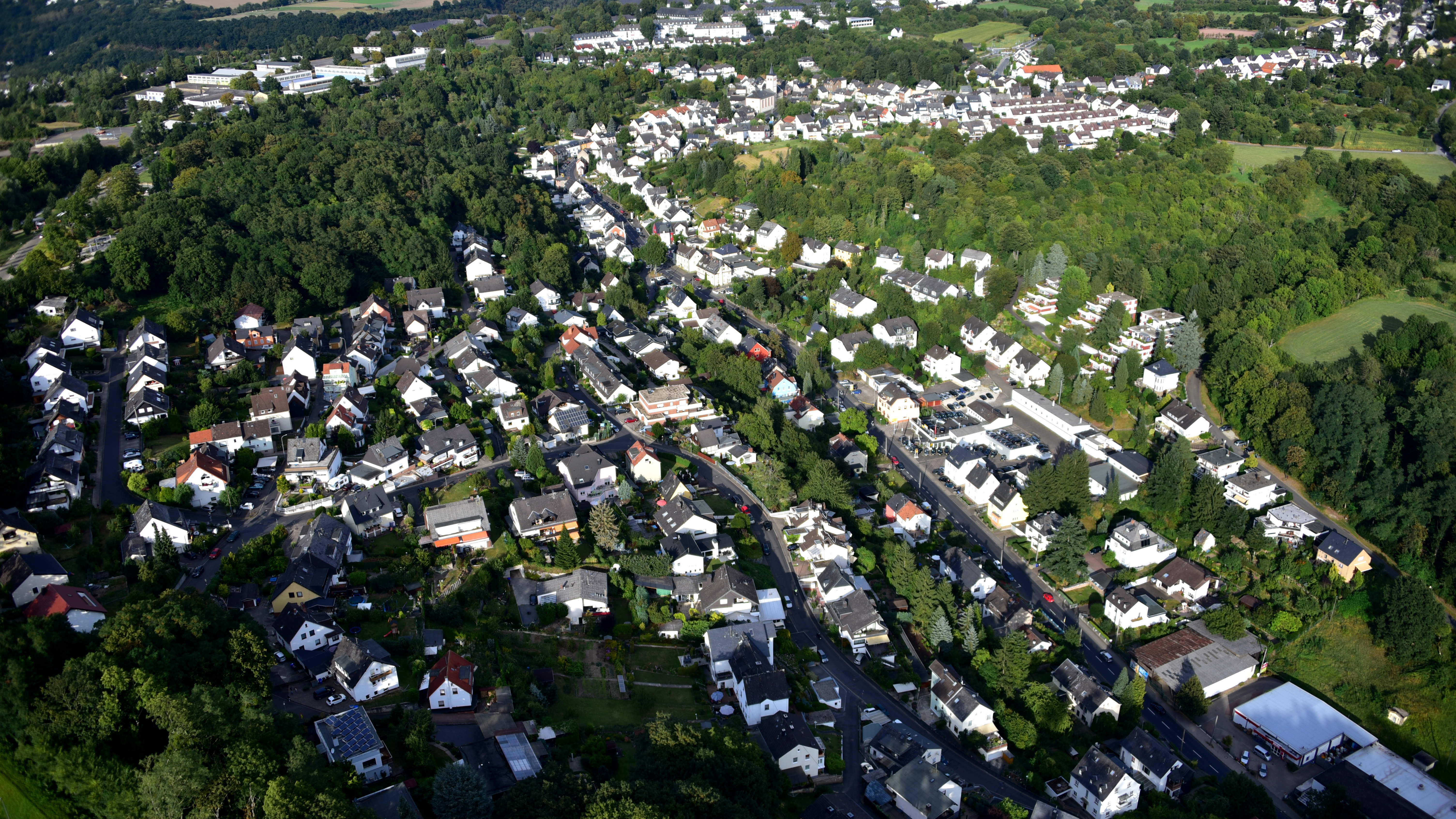
Niederberg, Luftaufnahme (2016)

Koblenz-Niederberg ist ein Höhenstadtteil von Koblenz, der 1937 eingemeindet wurde. Er liegt rechtsrheinisch oberhalb von Ehrenbreitstein und grenzt an Arenberg und Urbar an. Die Römer erbauten hier um 100 n. Chr. zur Sicherung des Limes das Kastell Niederberg.

## Geschichte

### Römisches Kastell

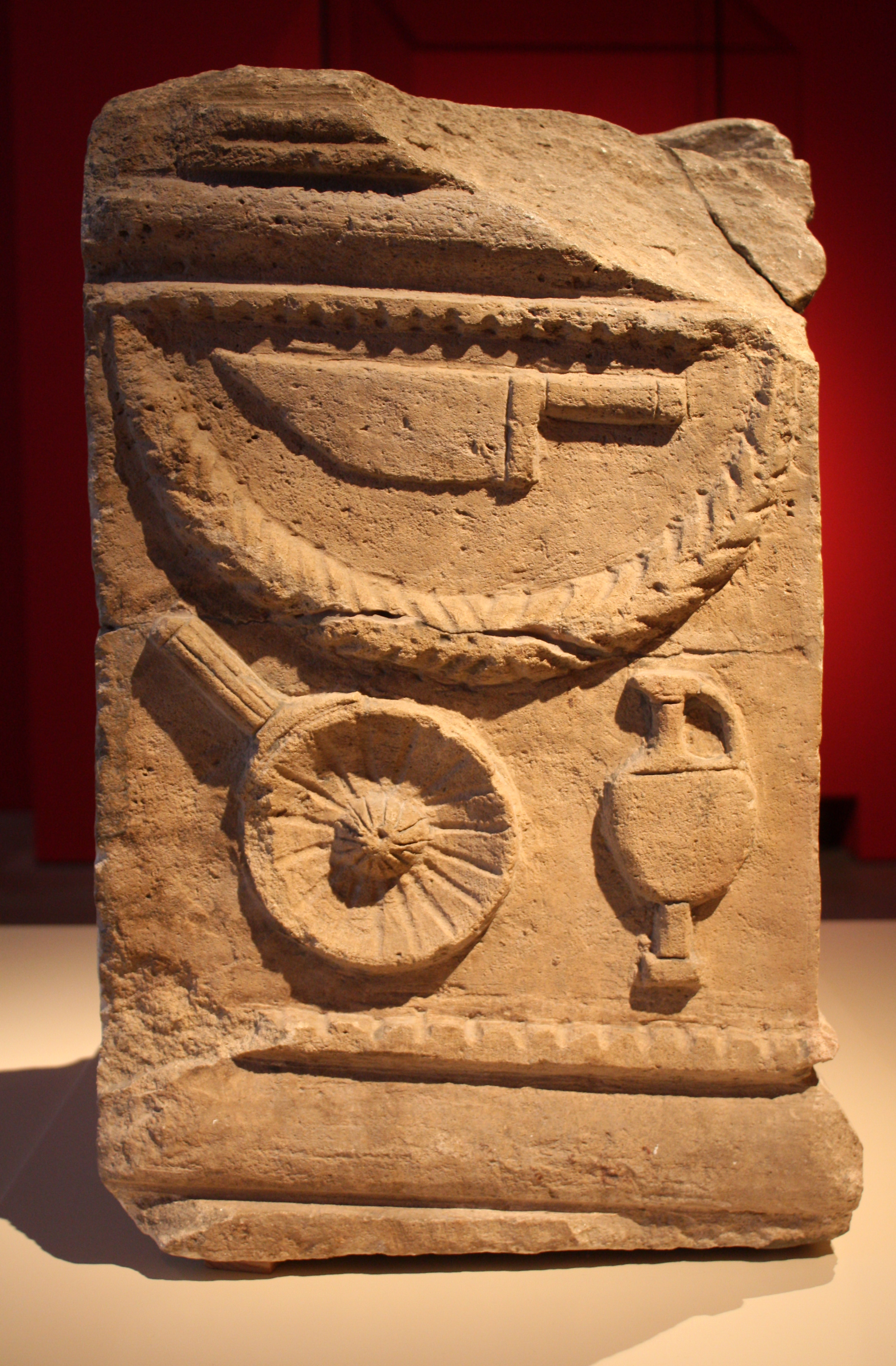
Altarstein aus dem Kastell Niederberg

Ende des 1./Anfang des 2. Jahrhunderts nach Christus errichteten die Römer in Niederberg ein Kastell für Auxiliartruppen, um den Obergermanischen Limes zu verstärken und den Zugang von Süden her zum Neuwieder Becken und den wichtigen Aufstieg vom Rheintal zum Westerwald zu schützen.
Immer wieder stieß man in Niederberg auf Spuren der Römer. 1895 wurden Ausgrabungen vorgenommen, die die beträchtliche Größe des Kastells offenbarten (177 mal 158 Meter). Das Kastell, das um 100 n. Chr. erbaut wurde, war sieben Kilometer vom Limes entfernt. Es diente als Brückenkopf und beherrschte zugleich die Straße, die an Ehrenbreitstein entlang nach Koblenz führte. Um das Kastell entstand ein römischer Vicus. Das Kastell existierte, bis um 259/260 n. Chr. das rechtsrheinische Gebiet in der Folge der fränkischen Offensive von den Römern geräumt wurde.
Seit den 1960er Jahren wurde der Großteil des Geländes mit Wohnhäusern überbaut. In den unbebauten Bereichen und zwischen den Häusern liegen jedoch noch ungestörte archäologische Befunde. Diese Flächen sind als Grabungsschutzgebiet der Stadt Koblenz ausgewiesen. Seit 2005 ist das Bodendenkmal Bestandteil des UNESCO-Weltkulturerbes „Obergermanisch-Raetischer Limes“. In Niederberg fanden 2002 wieder Ausgrabungen durch die Archäologische Denkmalpflege in Koblenz statt, um den Erhaltungszustand der Befunde und die Möglichkeit ihrer Darstellung für die Öffentlichkeit zu erkunden.

### Entstehung der Zivilsiedlung
Im 4. und 5. Jahrhundert fand auch nach dem Fall des Kastells wieder eine römische Besiedlung statt, die nach Zusammenbruch des Weströmischen Reiches Mitte des 5. Jahrhunderts von den Franken weitergenutzt wurde. Dies belegen römische Gräberfelder im Westen von Niederberg und merowingische Gräber an der Straße nach Arenberg.
Die erste urkundliche Erwähnung der Zivilsiedlung im 11. Jahrhundert steht im Zusammenhang mit einer Schenkung der Kirche St. Pankratius in einer undatierten Urkunde des Trierer Erzbischofs Egilbert von Ortenburg (1040–1101) an die Abtei St. Eucharius in Trier. Später wird der Ort im Gegensatz zu Arenberg („Ober am Berg“) dann „Nieder am Berg“ genannt.
Gerichtsherren waren bis ins 16. Jahrhundert die Herren von Helfenstein, danach nahm ein Amtmann der Trierer Erzbischöfe die Aufgabe war. Niederberg gehörte zum kurtrierischen Amt Ehrenbreitstein. Nach Eroberung des linken Rheinufers durch die französische Revolutionsarmee und Zerschlagung des Trierer Kurstaats kam es 1803 zum Fürstentum Nassau-Weilburg (ab 1806 Herzogtum Nassau). Während der Belagerung der Festung Ehrenbreitstein 1795 wurde Niederberg zerstört. Mit Übernahme des Rheinlands durch die Preußen wurde es 1816 dem Landkreis Koblenz zugeordnet und am 1. Juli 1937 nach Koblenz eingemeindet. Im Zuge der Eingemeindung wurden Teile, der bis dahin unabhängigen Gemeinde, Neudorf Niederberg zugeordnet. Mit Bau der preußischen Festung Koblenz Anfang des 19. Jahrhunderts entstanden auf Niederberger Gebiet das Fort Rheineck und das Werk Pleitenberg.

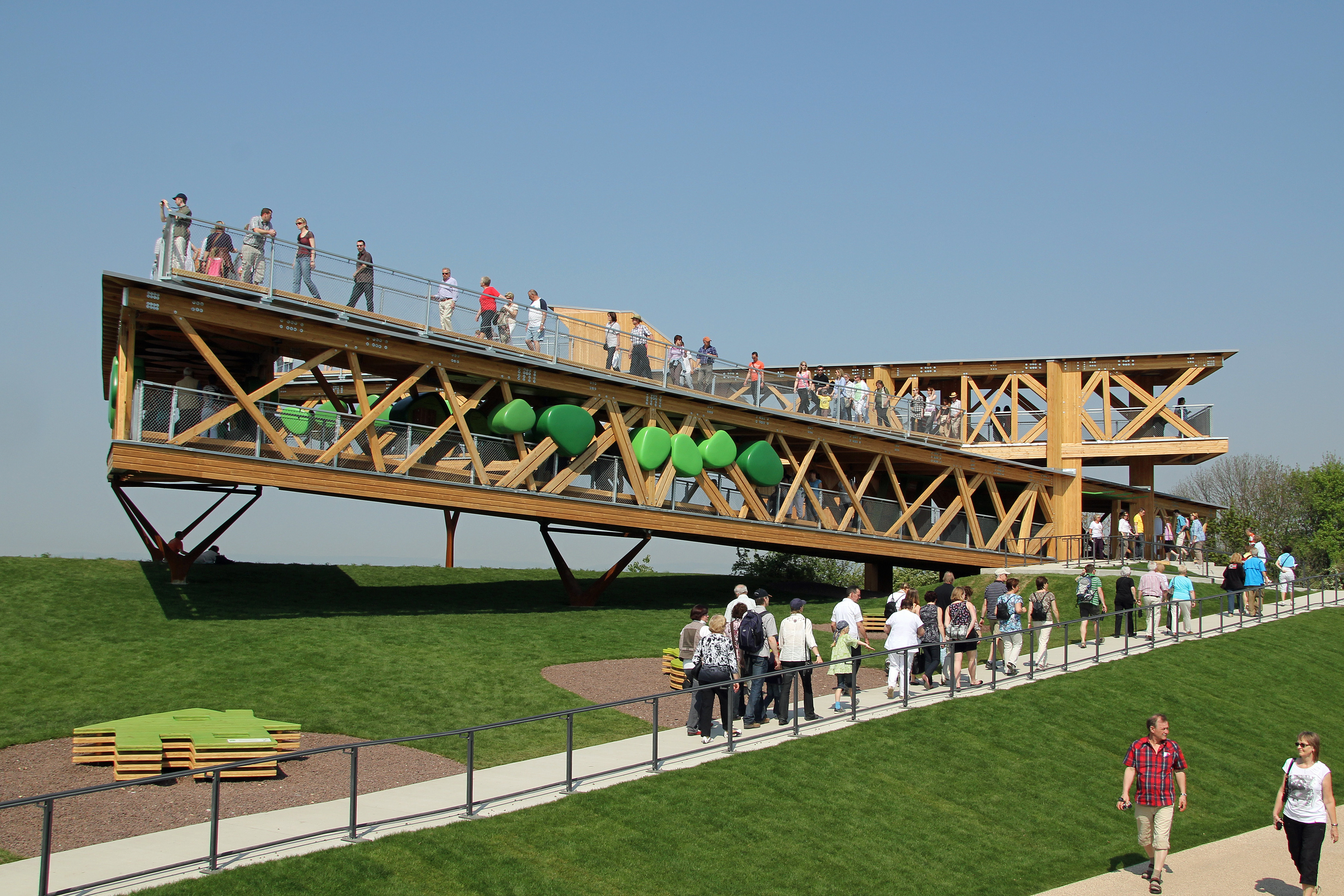
Die hölzerne Aussichtsplattform während der Bundesgartenschau 2011

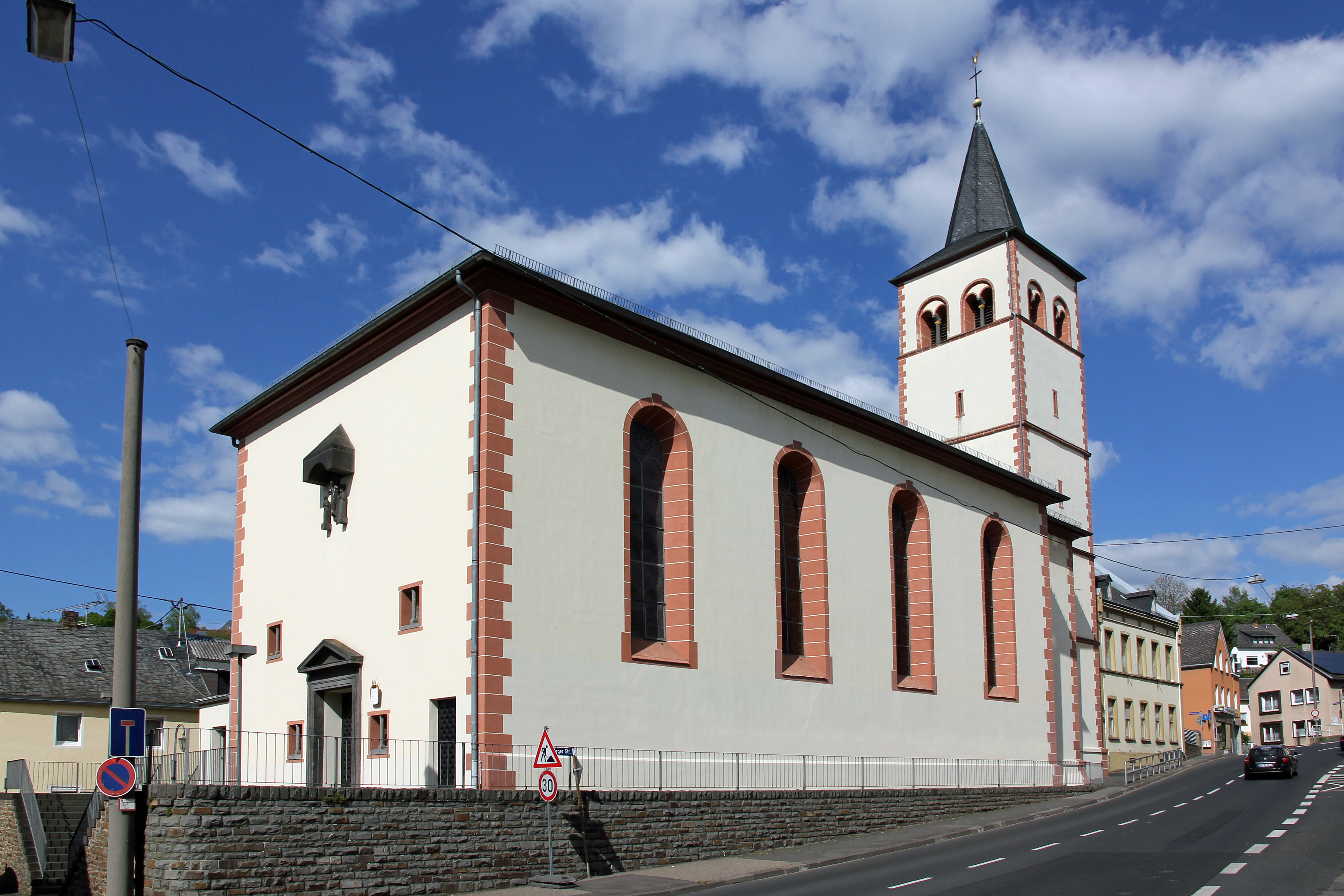
Die katholische Pfarrkirche St. Pankratius

Auf der Niederberger Höhe entstand 1937 für die Wehrmacht die Fritsch-Kaserne. Bis zur Aufgabe 1998 war sie ein bedeutender Bundeswehr-Stützpunkt mit Panzereinheiten, einem Fernmeldebataillon und einem Mannschaftsheim. Teile der Kaserne beherbergen heute eine Einsatzhundertschaft der Bereitschaftspolizei sowie die Außenstelle Koblenz der Direktion Archäologie der Generaldirektion Kulturelles Erbe Rheinland-Pfalz. Seit Januar 2014 steht in der Diskussion, das gesamte Areal in ein neues Wohngebiet umzuwandeln.

### Bundesgartenschau 2011
Die Stadt Koblenz war Austragungsort der Bundesgartenschau 2011. Als Ausstellungsgebiet wurde das Plateau vor der Festung Ehrenbreitstein, der Platz vor dem Kurfürstlichen Schloss und das Areal um das Deutsche Eck (Blumenhof) genutzt. Auf dem Vorgelände der Festung entstand ein Landschaftspark mit hölzerner Aussichtsplattform, die Festung selbst wurde als Austragungsfläche genutzt. Eine dazu als Attraktion und ökologisch sinnvolle Verkehrsverbindung erbaute Kabinenseilbahn bringt seit 2010 die Besucher von den Rheinanlagen über den Rhein auf das Plateau vor der Festung. Im Bereich des dem Verfall preisgegebenen Werks Pleitenberg entstand ein großzügiger Erlebnisspielplatz für Kinder. Das Festungswerk selbst wurde in diesen integriert und konnte dadurch gerettet werden.

## Sehenswürdigkeiten
Ein Touristenziel des Stadtteils ist der zur Bundesgartenschau 2011 geschaffene und in Teilen auf Niederberger Gebiet liegende Landschaftspark vor der Festung Ehrenbreitstein. Im Ortskern von Niederberg steht ferner die katholische Pfarrkirche St. Pankratius. Die Kirche, mit einem teilweise romanischen Turm, wurde 1802–1806 von Baudirektor Seitz erbaut und 1959 von Gottfried Böhm erweitert.

## Persönlichkeiten
- Franz Xaver Anton von Scheben (1711–1779); Titularbischof von Assuras und Weihbischof des Bistums Worms
- Martin Lörsch (* 1951), katholischer Theologe